# The Godfather II (computerspel)
The Godfather II is een computerspel uit 2009 gebaseerd op de film The Godfather Part II (1974). Het spel werd uitgegeven door Electronic Arts voor de PlayStation 3, Xbox 360 en voor Microsoft Windows. Het is een vervolg op The Godfather: The Game uit 2006. 
Het spel werd op 24 februari 2009 uitgegeven in de Verenigde Staten en drie dagen later in de Europese Unie.

## Verhaal
The Godfather II vindt plaats in de late 50'er en vroege 60'er jaren in Cuba, New York en Florida. Het begint met de maffiabijeenkomst in Havana. Tijdens het feest breekt de Cubaanse Revolutie uit en moet de speler Fredo Corleone en Michael Corleone naar het vliegveld brengen. Hierna sterft Aldo Trapani, het hoofdpersonage uit de eerste Godfather game. Michael wil dat Dominic, de speler, naar New York gaat, de familie van Aldo overneemt en daar de andere families uitschakelt. Nadat Dominic zichzelf heeft bewezen, vraagt Hyman Roth aan hem om hem te helpen met zijn familie in Zuid-Florida. De speler moet gaan kiezen tussen de Corleones of Hyman Roth. Het wordt nog moeilijker wanneer er een onderzoek naar Michael is aangespannen en de speler en Tom Hagen de Corleones moeten leiden. Het hoofdpersonage heeft deze keer de naam Dominic (die er wat harder, wreder en arroganter uitziet dan Aldo). De speler zal andere families moeten overwinnen en zaken moeten overnemen. Dit alles om de machtigste gangster in Amerika te worden.
Alhoewel het spel er op geïnspireerd is, zal het gaan afwijken van het verhaal in de film. Bijvoorbeeld de flashbacks van Vito Corleones jongere jaren in Sicilië zullen niet aanwezig zijn. Ook nu weer zullen veel filmsterren hun persoonlijkheid en stem aan het spel geven, onder andere Robert Duvall als Tom Hagen. Echter zal Al Pacino weer niet te horen zijn als de stem van Michael Corleone, en zou Coppola ook weer niet willen meewerken aan het spel.

## Families
In het spel zijn er (en dat is een verschil met de film) zes maffiafamilies actief:
- Corleone
- Carmine Rosato
- Tony Rosato
- Granados
- Mangano
- Almeida

De families kunnen uit elkaar gehouden worden daar ze allemaal een eigen kleur jas hebben en een wapenschild met de eerste letter van de familienaam erop.

## Rivaliserende mafialeiders
- Don Esteban Almeida (58) is belangrijkste persoon in de Cubaanse maffiafamilie Almeida. Deze familie, in Cuba gelegen, haalt zijn geld voornamelijk uit de autohandel. Als belangrijkste familie in hun land hebben ze verschillende connecties met politici, agenten. Een van hun connecties heet Hyman Roth, die de Corleones verraadt en de Almeida's helpt met hun zaakjes.

- Don Samuele Mangano (68) is de leider van de maffiafamilie Mangano. Deze familie is afkomstig uit Sicilië. Iedereen respecteert en vreest hem en zijn familie. Hij is een man die loyaliteit hoog heeft staan en niet vergevingsgezind. Hij is een Don die voor niets uit de weg gaat. De Mangano's hebben territorium in Florida en Cuba.

- Don Tony Rosato is de oudere broer van Don Carmine Rosato. De gebroeders Rosato maakten deel uit van de familie Corleone maar kregen niet de zegening om een eigen familie te beginnen van Don Vito Corleone. De gebroeders Rosato voelden zich beledigd en richtte beide een eigen familie op. Carmine Rosato in New York en Tony Rosato in Miami. Don Tony Rosato is een gevreesdere maffialeider met een grotere familie dan zijn jongere broer.

- Don Rico Granados opereert ook vanuit Miami en vormt een nog grotere bedreiging voor de familie Corleone dan de Rosato's. Met zijn vele connecties in Florida en de ambtenaren die hij heeft omgekocht heeft hij erg veel macht. Zijn familie haalt vooral geld uit wapenhandel, diamantsmokkel en prostitutie.

## Rangen
In spel krijgt de speler te maken met rangen. Dit zijn:
- Don – de grote baas van een familie
- Consigliere – de rechterhand van de Don, hij regelt alles voor de familie
- Onderbaas – de baas na de Don
- Capo – een capo heeft de leiding met kleine deals en aanvallen
- Soldaat – een soldaat is een helper